# IC 4990
IC 4990 је спирална галаксија у сазвјежђу Паун која се налази на листи објеката дубоког неба у Индекс каталогу.
Деклинација објекта је - 66° 53' 26" а ректасцензија 20h 21m 25,4s. Привидна величина (магнитуда) објекта IC 4990 износи 15,0 а фотографска магнитуда 15,7. IC 4990 је још познат и под ознакама ESO 106-3, AM 2016-670, PGC 64520.